# Deutsche Buddhistische Union
Die Deutsche Buddhistische Union (kurz DBU; vollständiger Name: Deutsche Buddhistische Union e. V. – Buddhistische Religionsgemeinschaft) versteht sich als traditionsübergreifender Dachverband von Buddhisten in Deutschland. Die DBU wurde 1955 als „Deutsche Buddhistische Gesellschaft“ mit seinerzeit 43 Mitgliedern gegründet und besteht derzeit aus 65 Gemeinschaften (Stand: Februar 2023).
Mitglieder der DBU sind buddhistische Gruppen und Organisationen der verschiedenen Lehrtraditionen. Natürliche Personen können Einzelmitglied in der untergeordneten Buddhistischen Gemeinschaft der DBU (BG) werden, diese ist auch eine der mitgliederstärksten Gruppen mit mehr als 4200 Mitgliedern. (Stand: Februar 2023)
Die DBU bringt eine vierteljährlich erscheinende Zeitschrift unter dem Namen Buddhismus Aktuell heraus. Die Geschäftsstelle ist in München.

## Strukturen der DBU
Die Delegierten der Mitgliedsgemeinschaften treffen sich einmal im Jahr am letzten Juni-Wochenende. Alle drei Jahre wird ein Rat aus elf Personen gewählt, der wiederum einen dreiköpfigen Vorstand aus seinen Reihen ernennt. Der Vorstand besteht derzeit (Stand 2023) aus Nils Clausen, Anna Karolina Brychcy und Claus Herboth. Die inhaltliche Arbeit der DBU findet in Arbeitsgruppen (AGs) statt. Ehrenpräsident der DBU war Max Glashoff. Aktuelle Ehrenpräsidenten sind Alfred Weil, Vajramala, Sylvia Wetzel.
Die Deutsche Buddhistische Union ist Gründungsmitglied des europäischen buddhistischen Dachverbandes European Buddhist Union (E.B.U.) sowie seit 1961 Mitglied und „Regional Centre“ des buddhistischen Weltdachverbandes World Fellowship of Buddhists (WFB).
Der DBU nahestehen die Deutsche Buddhistische Ordensgemeinschaft e. V. (DBO).

## Ziele der DBU

Arbeitsgemeinschaft der Deutschen Buddhistischen Union (DBU)

Die Deutsche Buddhistische Union setzt sich folgende Ziele:
1. Unterstützung der Entwicklung eines authentischen Buddhismus in Deutschland und dessen zeitgemäße Vermittlung.
2. Bilden einer Plattform für den Austausch zwischen buddhistischen Gruppen, insbesondere auch zwischen den verschiedenen buddhistischen Traditionen.
3. Ansprechpartner und Vertreter des Buddhismus im interreligiösen Dialog zu sein und Darstellung des Buddhismus in der Öffentlichkeit durch Veranstaltungen, Seminare, Kurse und Informationsmaterial.
4. Neutrale Informationsstelle zum Buddhismus zu sein.

## Buddhistisches Bekenntnis
Ausdruck der gemeinsamen weltanschaulichen Grundlage der in der DBU zusammengeschlossenen Gruppen und Einzelmitglieder ist das Buddhistische Bekenntnis, das 1984 als Präambel Bestandteil der Satzung wurde. Dieses Bekenntnis wurde im Jahr 2004 durch die Mitgliederversammlung in intensiver Diskussion überarbeitet und die geänderte Fassung mit einer Enthaltung ohne Gegenstimme angenommen. Eine buddhistische Gruppe, die Mitglied der Deutschen Buddhistischen Union werden will, muss den Text des Buddhistischen Bekenntnisses der DBU als verbindlich anerkennen.